# Анастас Коцарев
Анастас Коцарев (на френски: Anastas Kotzareff) е български лекар, онколог, известен с ранните си изследвания върху рака.

## Биография
Анастас Коцарев е роден в 1889 година в Охрид, тогава в Османската империя. Завършва основно образование в Охрид и Солунската българска гимназия. Завършва медицина в Женевския университет и започва работа като асистент в университетската клиника. Още в 1921 година работи върху диагностициране и лекуване на рака. В 1929 година се мести в Медицинската академия в Париж, където продължава с изследванията си. Използва радон и за диагностични и за терапевтични цели. Пише статии и книги на медицинска тематика. В 1927 година издава в Париж Les cancers et la physicochimie. Умира от диабет в 1931 година.

### Обществена дейност
Още като студент в 1915 година формира дружеството „Македония“, което по-късно в 1918 година оглавява. Групата се бори за Балканска федерация, която да реши македонския въпрос и изтъква македонската кауза пред европейската общественост.

## Съчинения
- Théorie bio-sociale du sommeil: Avec 2 planches (в съавторство с Fromentin, A.), Paris 1916
- Les cancers et la physicochimie, Paris 1927
- Traitements des cancers dits inopérables, incurables et abandonnés par la radon-colloïdothérapie interne associée à des ondes électromagnétiques, ondes ultra-courtes, Paris 1931, 250 p.